# Fritz Hemschemeier
Fritz Hemschemeier (* 10. Dezember 1998 in Paderborn) ist ein deutscher Basketballspieler. Der 1,82 Meter große Aufbauspieler gehört zum Aufgebot des Bundesligisten EWE Baskets Oldenburg.

## Laufbahn
Hemschemeier, dessen Vater Dirk Happe in der Basketball-Bundesliga spielte und dessen jüngerer Bruder Peter Hemschemeier ebenfalls eine Leistungsbasketballlaufbahn einschlug, durchlief die Nachwuchsabteilung der Paderborn Baskets. In der Spielzeit 2016/17 gab er in der Herrenmannschaft der Ostwestfalen seinen Einstand in der 2. Bundesliga ProA. Ab der Saison 2017/18 verfügte er auch über eine Spiellizenz für Einsätze beim Regionalligisten TV Salzkotten.
Zum Spieljahr 2018/19 wechselte Hemschemeier zur Baskets Akademie Weser-Ems/Oldenburger TB (später Baskets Juniors TSG Westerstede genannt) in die 2. Bundesliga ProB. Für die Mannschaft spielte er später nach dem Abstieg in der 1. Regionalliga. Er wurde in das erweiterte Aufgebot des Bundesligisten EWE Baskets Oldenburg aufgenommen und bestritt Anfang April 2022 einen ersten Einsatz in der Basketball-Bundesliga. 2025 gelang Hemschemeier mit den Baskets Juniors TSG Westerstede als Meister der 1. Regionalliga Nord die Rückkehr in die 2. Bundesliga ProB.